# Neuradopsis austroafricana
Neuradopsis austroafricana là một loài thực vật có hoa trong họ Neuradaceae. Loài này được Bremek. & Oberm. mô tả khoa học đầu tiên.